# Horemheb
Horemheb was de laatste farao van de 18e dynastie van het oude Egypte. Zijn geboortenaam was Horemheb Meryamon wat betekent "Horus is in viering, geliefd door Amon". Zijn troonsnaam was djesercheperoere-setepenre: "Heilig zijn de manifestaties van Re, gekozen door Re".

## Functie als generaal
Over Horemhebs afkomst is weinig bekend. Waarschijnlijk was hij afkomstig uit de Fajoem. Hoewel er uit de regeerperiode van Achnaton geen gegevens over hem bekend zijn, wordt vermoed dat hij mogelijk al een vrij hoge positie in het leger had. Onder Toetanchamon zette hij zijn carrière verder en stond hij aan het hoofd van het leger.
Na Toetanchamons dood versterkte hij zijn positie in het leger verder. Hij is vaak samen met Eje beschuldigd als moordenaar van Toetanchamon, maar deze theorie is onlangs door archeologisch onderzoek weerlegd.
Tussen Eje en Horemheb was de situatie waarschijnlijk gespannen. Sommigen veronderstellen dat Horemheb door Toetanchamon was aangesteld als opvolger, maar dat Eje zijn plaats innam. Er wordt gesteld dat Eje Nachtmin, die waarschijnlijk zijn zoon was, als opvolger had aangeduid. Deze stierf echter en zo kwam Horemheb na de vroege dood van Eje op de troon terecht.

## Regering als farao
Horemheb regeerde ca. 12 jaar. Zijn regering wordt gezien als een terugkeer naar de vroegere waarden: Horemheb verketterde de god Aton en paste een damnatio memoriae toe op Achnaton, Toetanchamon en Eje. Een ander belangrijk aspect in de regering van Horemheb was een hervorming van het leger, die verdergezet werd door de Ramessiden. Hij deed ook veel ter bestrijding van de corruptie zoals die tijdens het bewind van Achnaton was ontstaan. Zo werden grote aantallen
corrupte ambtenaren, met name belastinginners, gestraft met het afsnijden van hun neus, waarna
ze werden verbannen naar Tjaru in de Sinaï. Horemheb werd opgevolgd door zijn vizier Paramesse die de troon besteeg als Ramses I.

## Bouwwerken
- Graf bij Saqqara nabij Memphis
- Als farao in Vallei der Koningen, graf DK 57
- Tempel van Karnak uitgebreid

## Galerij

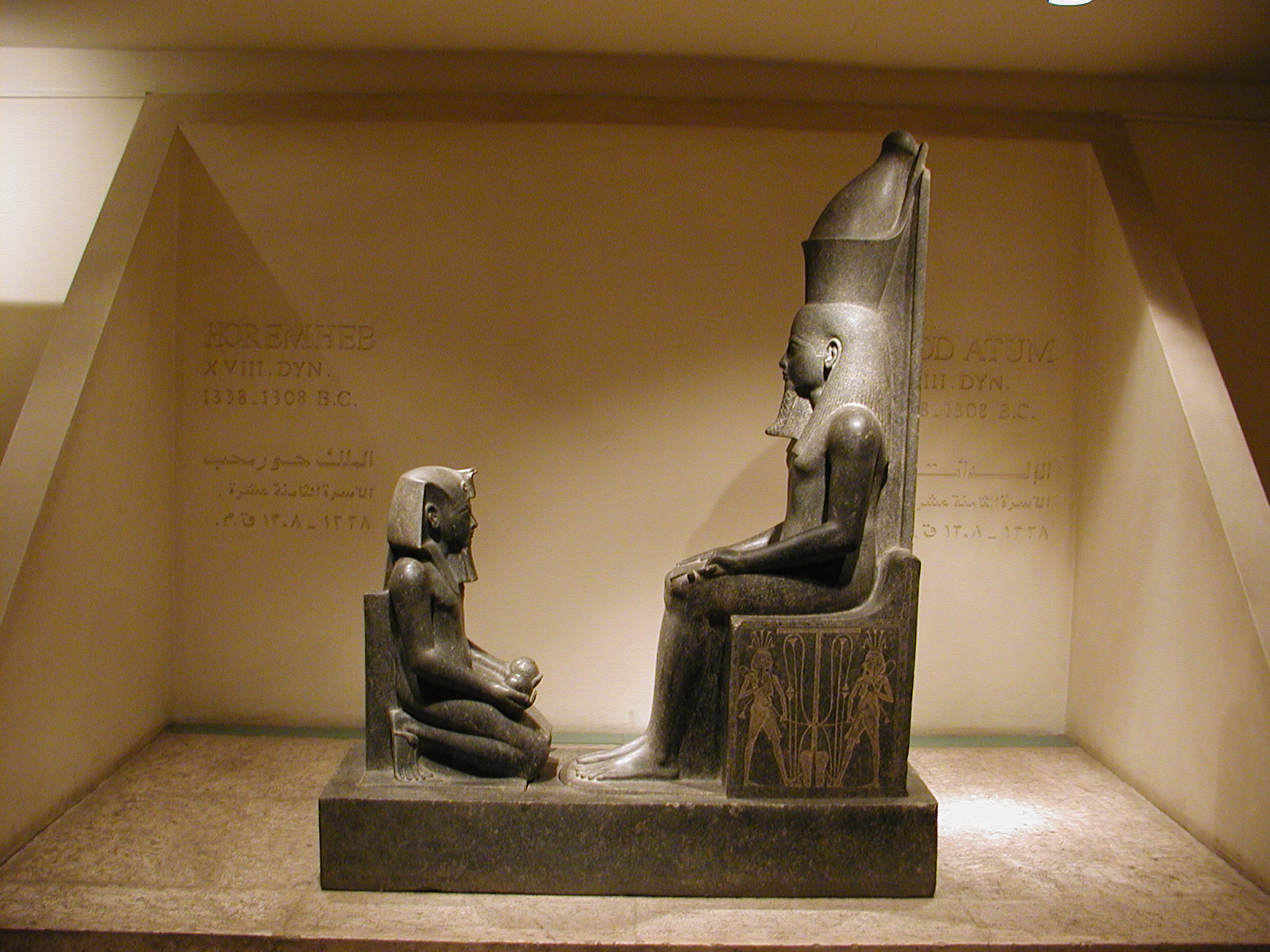
Beeld van Horemheb geknield voor de god Atoem Luxor Museum
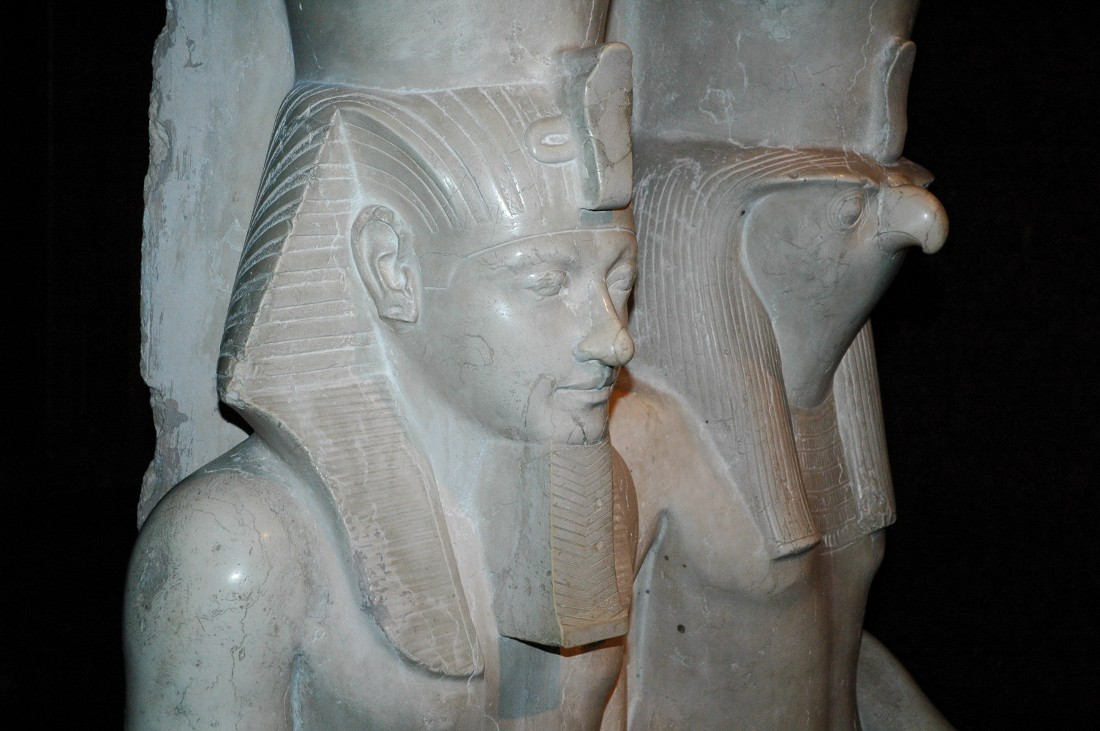
Dubbelbeeld van Horemheb met de god Horus Kunsthistorisches Museum
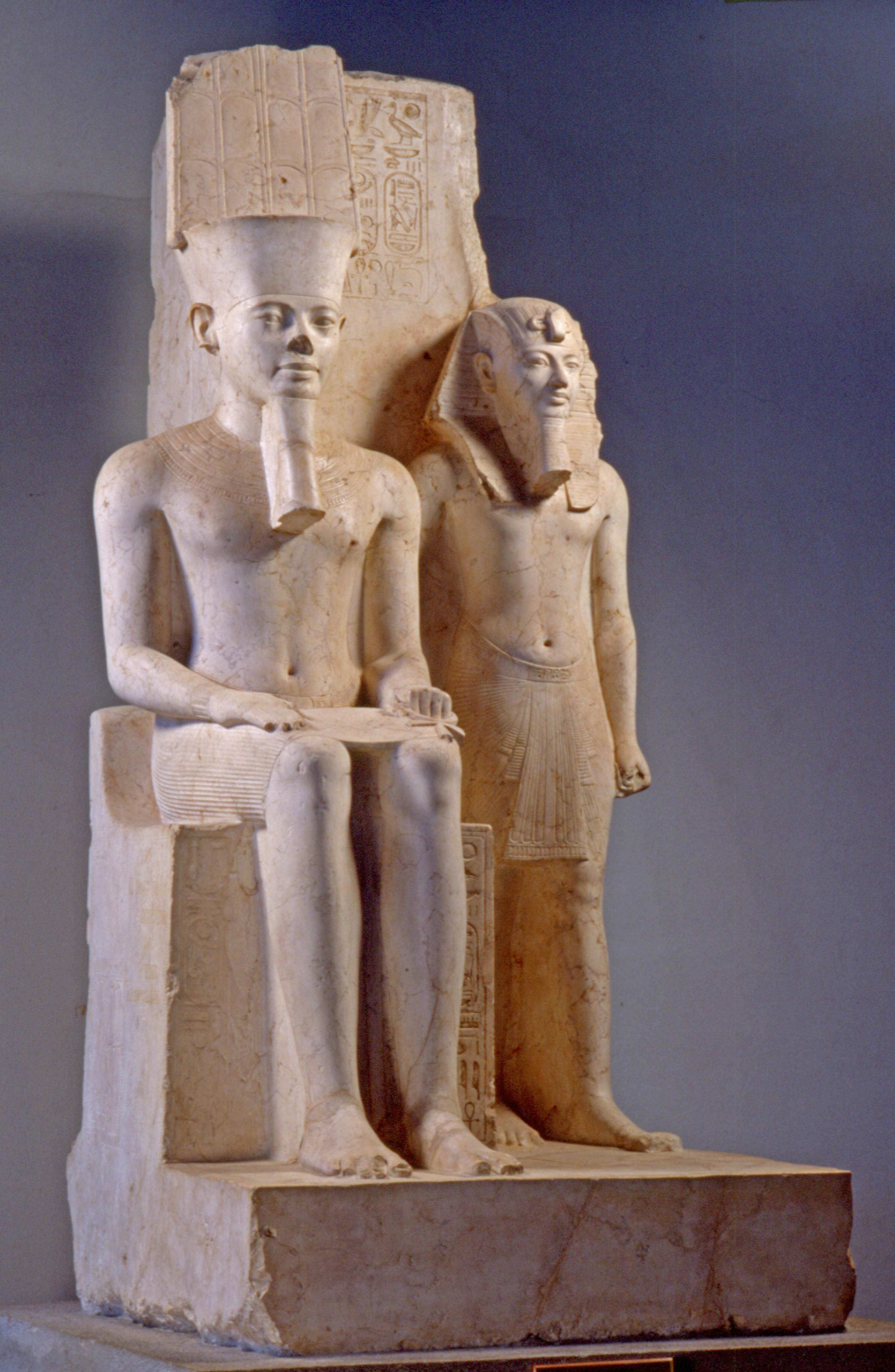
Beeld van koning Horemheb met de god Amun. Egyptisch Museum (Turijn), Collectie Drovetti.
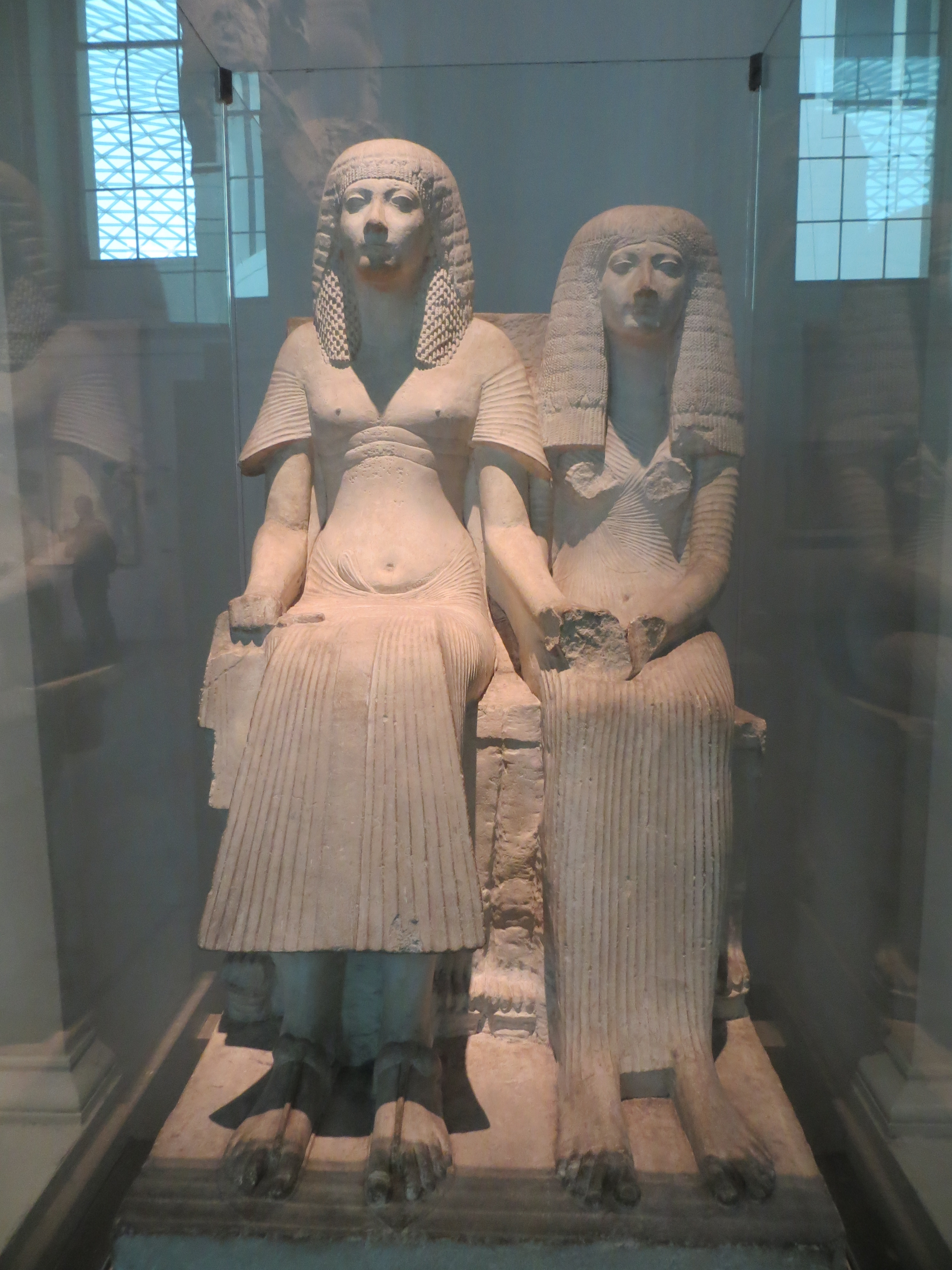
Standbeeld van Horemheb, toen hij nog een hoge ambtenaar was, met zijn eerste vrouw Amenia. Londen, British Museum.

- Bibliothèque nationale de France: cb144345905 (data)
- Gemeinsame Normdatei: 118720384
- International Standard Name Identifier: 0000 0000 9124 9469
- KulturNav: 9712e081-d29e-4097-bd70-81466b6b6c19
- Library of Congress Control Number: n82156872
- Nationale Bibliotheek van Israël: 987007262983205171
- Nederlandse Thesaurus van Auteursnamen: 070973695
- LIBRIS: 189744
- Système universitaire de documentation: 05987628X
- Virtual International Authority File: 37711160
- WorldCat: E39PCjHqgwdKK8TW9rhxc47p8y